# LG Optimus 2X
Optimus/Swift 2X (P990) – smartfon firmy LG Electronics. Jak informuje producent, jest to pierwszy telefon z dwurdzeniowym procesorem.

## Opis
Telefon zaprezentowany został w połowie grudnia 2010 roku, a na pierwszy rynek (w Korei Południowej) trafił w styczniu 2011.
LG uważa, że Optimus 2X jest pierwszym telefonem opartym na procesorze dwurdzeniowym.

### Podzespoły

#### Ekran i procesor
Optimus 2X jest smartfonem z dotykowym ekranem o wielkości 4" (rozdzielczości 480 × 800 pikseli). Jest to wyświetlacz typu LCD TFT. Procesor to dwurdzeniowy ARM Cortex A9, na platformie nVidia Tegra 2. Oba rdzenie pracują z taktowaniem 1 GHz.

#### Pamięć i aparat
LG P990 wyposażony został w 8 GB pamięci wbudowanej, z możliwością rozszerzenia za pomocą karty microSD o kolejne 32 GB (maksymalnie). Optimus 2X ma także 512 MB pamięci Mobile DDR RAM.
Aparat w pierwszym telefonie z dwurdzeniowym procesorem ma rozdzielczość 8 megapikseli. Układ SoC Tegra 2 pozwala na nagrywanie filmów w standardzie 1080p przy 24 klatkach na sekundę (Samsung Exynos 4210 montowany w Galaxy S II pozwala na nagrywanie 1080p przy 30 fps.). Telefon ten posiada także przednią kamerę rozmów wideo, o rozdzielczości 1.3 MPx.

#### Komunikacja
Optimus 2X wyposażony został w gniazdo HDMI (z obsługą 1080p), port USB oraz gniazdo słuchawkowe 3.5 mm.
Prócz tego, P990 posiada łączność WiFi b/g/n, czy Bluetooth.

#### System
Optimus 2X oryginalnie pracował pod kontrolą systemu operacyjnego Google Android w wersji 2.2 FroYo, jednak od 1 listopada 2011 r. dostępna jest oficjalna aktualizacja do wersji 2.3.4 Gingerbread, a od grudnia 2012 także do wersji 4.0.4 Ice Cream Sandwich.